# Cornelia Gurlitt

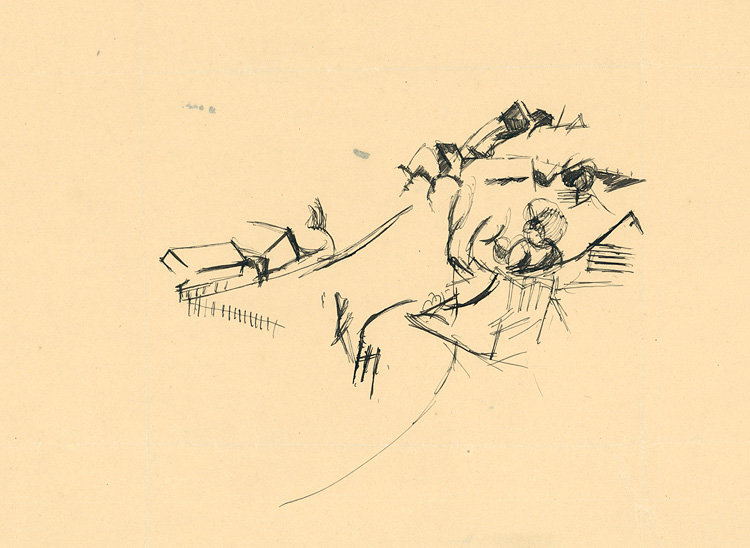
Cornelia Gurlitt: Ortschaft am Hang

Cornelia Gurlitt (* 25. Juni 1890 in Berlin; † 5. August 1919 in Berlin) war eine deutsche Malerin des Expressionismus.
Cornelia Gurlitt, in der Familie Eitl genannt, war die Tochter des Kunsthistorikers Cornelius Gurlitt und dessen Ehefrau Marie Gerlach (1859–1949) und jüngere Schwester des Musikwissenschaftlers Wilibald Gurlitt, sowie ältere Schwester von Hildebrand Gurlitt und damit Tante des Kunstsammlers Cornelius Gurlitt . Sie war Schülerin von Hans Nadler in Dresden. Erste Arbeiten von ihr wurden 1914 in der Kunsthütte Chemnitz ausgestellt.
Zu Beginn des Ersten Weltkrieges fiel ihr Freund als Soldat. Sie ging als Sanitätsschwester an die Ostfront nach Ober Ost und arbeitete in verschiedenen Lazaretten in Wilna. Hier traf sie u. a. mit Conrad Felixmüller zusammen, der sie 1917 als Krankenschwester zeichnete. In Wilna entwickelte sich auch eine Beziehung zu Paul Fechter, die jedoch das Ende des Ersten Weltkrieges nicht überdauerte. 
Nach dem Ende des Krieges ging sie nach Berlin, verfiel jedoch in schwermütige Apathie und ging im August 1919 in den Freitod. Cornelia Gurlitt wurde auf dem Johannisfriedhof Dresden beerdigt.
Paul Fechter widmete Cornelia Gurlitt 1949 in seinem Erinnerungsbuch An der Wende der Zeit ein Kapitel und wertet sie als „vielleicht genialste Begabung der jüngeren expressionistischen Generation.“